# Jessica Beard
Jessica Beard (ur. 8 stycznia 1989) – amerykańska lekkoatletka, sprinterka, pięciokrotna medalistka mistrzostw świata i mistrzostw świata juniorów.
Medalistka mistrzostw NCAA i mistrzostw Stanów Zjednoczonych.

## Rekordy życiowe
- Bieg na 200 metrów – 22,74 (2018)
- bieg na 400 metrów – 50,08 (2018)
- bieg na 200 metrów (hala) – 22,95 (2011)
- bieg na 400 metrów (hala) – 50,79 (2011)